# La tua presenza nuda!
La tua presenza nuda! (What the Peeper Saw) è un film del 1972 diretto da James Kelley (accreditato come James Kelly) e Andrea Bianchi (accreditato come Andrew White).

## Trama
Elise sposa in seconde nozze Paul, uomo vedovo con figlio dodicenne di nome Marcus. La donna scoprirà che quest'ultimo è in realtà un piccolo criminale, responsabile anche della morte della madre. Non venendo ascoltata dal marito, Elise inizia a temere per la propria vita e reputa che l'unica soluzione sia quella di uccidere Marcus prima che sia lui ad eliminare lei.

## Problemi con la censura
In Italia la censura inizialmente vietò la pellicola, ma la commissione d'appello rilasciò il visto (con divieto ai minori di anni 18) apparentemente senza tagli. Qualche taglio da parte del produttore però ci fu, visto che, a fronte di una metratura dichiarata di 2435 metri, la copia presentata in censura era di soli 2368 metri.
Nel Regno Unito all'epoca della prima distribuzione il film fu censurato solo lievemente, ma nel 1978 con l'introduzione del Protection of Children Act dal film furono tolti ben 6 minuti di girato.
Furono tagliate tutte le scene dove Elise si spoglia davanti a Marcus, la scena dove Marcus accarezza i seni di Elise e la scena dove Elise è a letto con Marcus.